# Claude Roy Kirk
Claude Roy Kirk, junior (ur. 7 stycznia 1926, zm. 28 września 2011) – amerykański polityk.
Urodził się w Kalifornii, a dorastał w Chicago i Montgomery w stanie Alabama. W czasie II wojny światowej i wojny w Korei służył w oddziałach piechoty morskiej. W latach 50. zajął się działalnością biznesową na Florydzie.
W 1960 zmienił przynależność partyjną z demokraty na republikanina i organizował akcję Floryda na rzecz Nixona. W 1964 bez powodzenia ubiegał się o miejsce w Senacie USA.
W listopadzie 1966 został wybrany na gubernatora (urząd objął 23 stycznia 1967). Był pierwszym republikańskim gubernatorem tego stanu od czasów rekonstrukcji po wojnie secesyjnej. Za czasów jego rządów przyjęto nową konstytucję stanu.
Odszedł z urzędu 5 stycznia 1971 i powrócił do działalności biznesowej. Potem bez powodzenia ubiegał się o odnowienie mandatu gubernatora czy fotel senatora.
Jego pasierb Ander Crenshaw zasiadał w Izbie Reprezentantów.